# Jauzé
Jauzé ist eine französische Gemeinde mit 80 Einwohnern (Stand: 1. Januar 2022) im Département Sarthe in der Region Pays de la Loire. Die Gemeinde liegt im Arrondissement Mamers und im Kanton Bonnétable. Ihre Einwohner heißen Jauzéens.

## Geografie
Jauzé liegt etwa 26 Kilometer nordnordöstlich von Le Mans und etwa 35 Kilometer südöstlich von Alençon. Umgeben wird Jauzé von den Nachbargemeinden Courcival im Norden, Terrehault im Osten, Briosne-lès-Sables im Süden und Südosten sowie Saint-Aignan im Westen.

## Einwohnerentwicklung
| 1962                      | 1968 | 1975 | 1982 | 1990 | 1999 | 2006 | 2013 |
| ------------------------- | ---- | ---- | ---- | ---- | ---- | ---- | ---- |
| 137                       | 134  | 100  | 81   | 75   | 82   | 93   | 88   |
| Quelle: Cassini und INSEE |      |      |      |      |      |      |      |

## Sehenswürdigkeiten
- Kirche Saint-Barthélemy

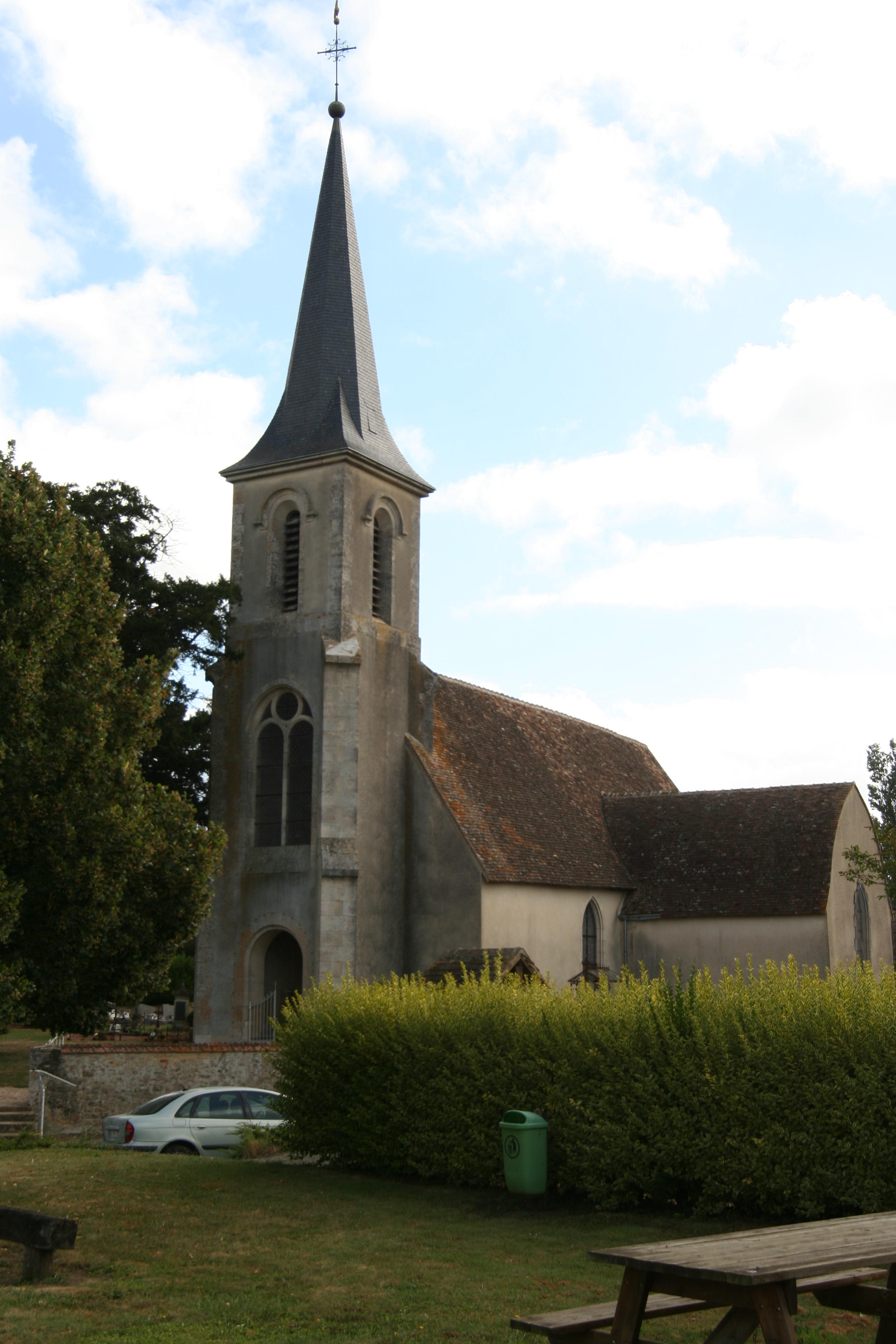
Kirche St. Bartholomäus
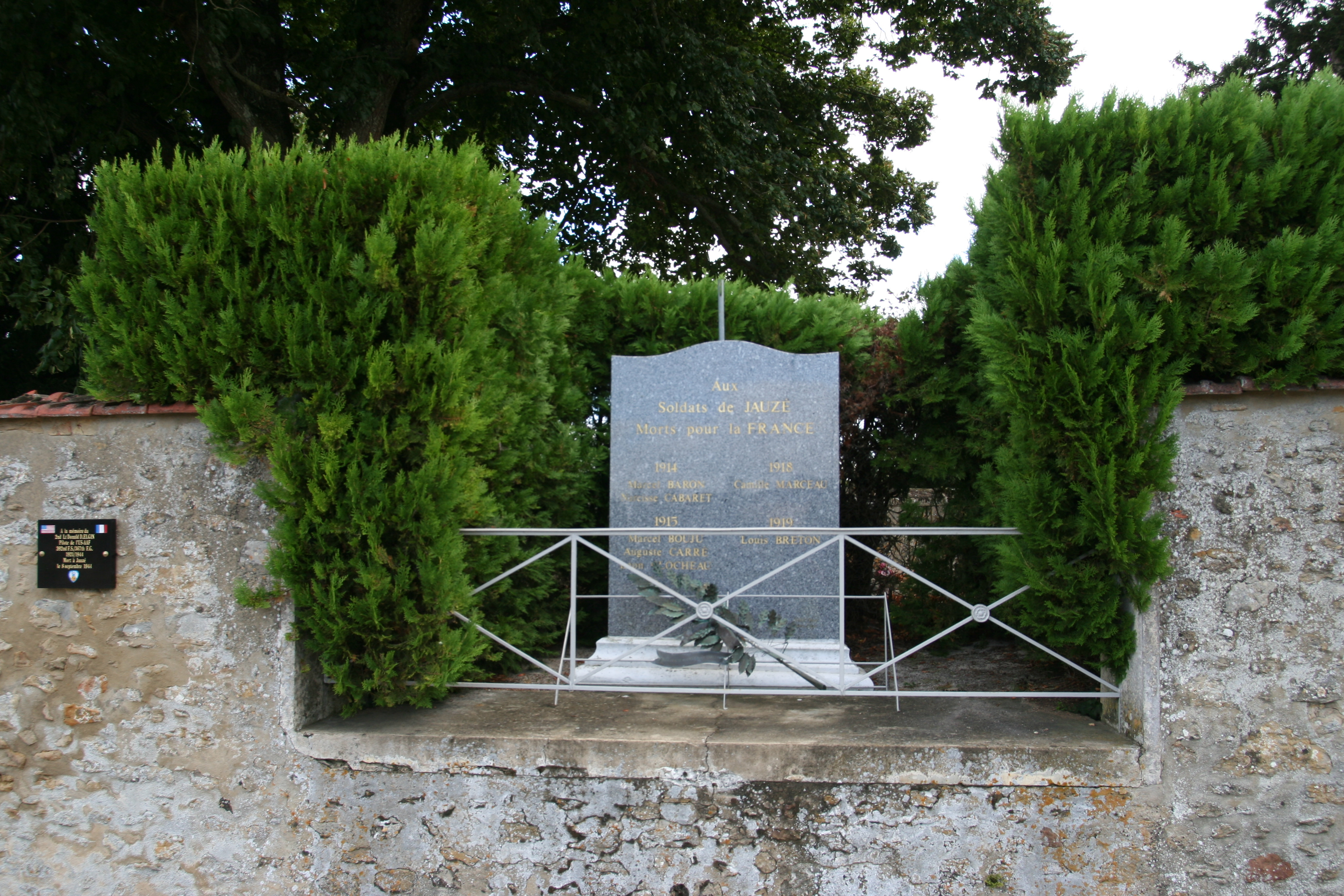
Kriegerdenkmal
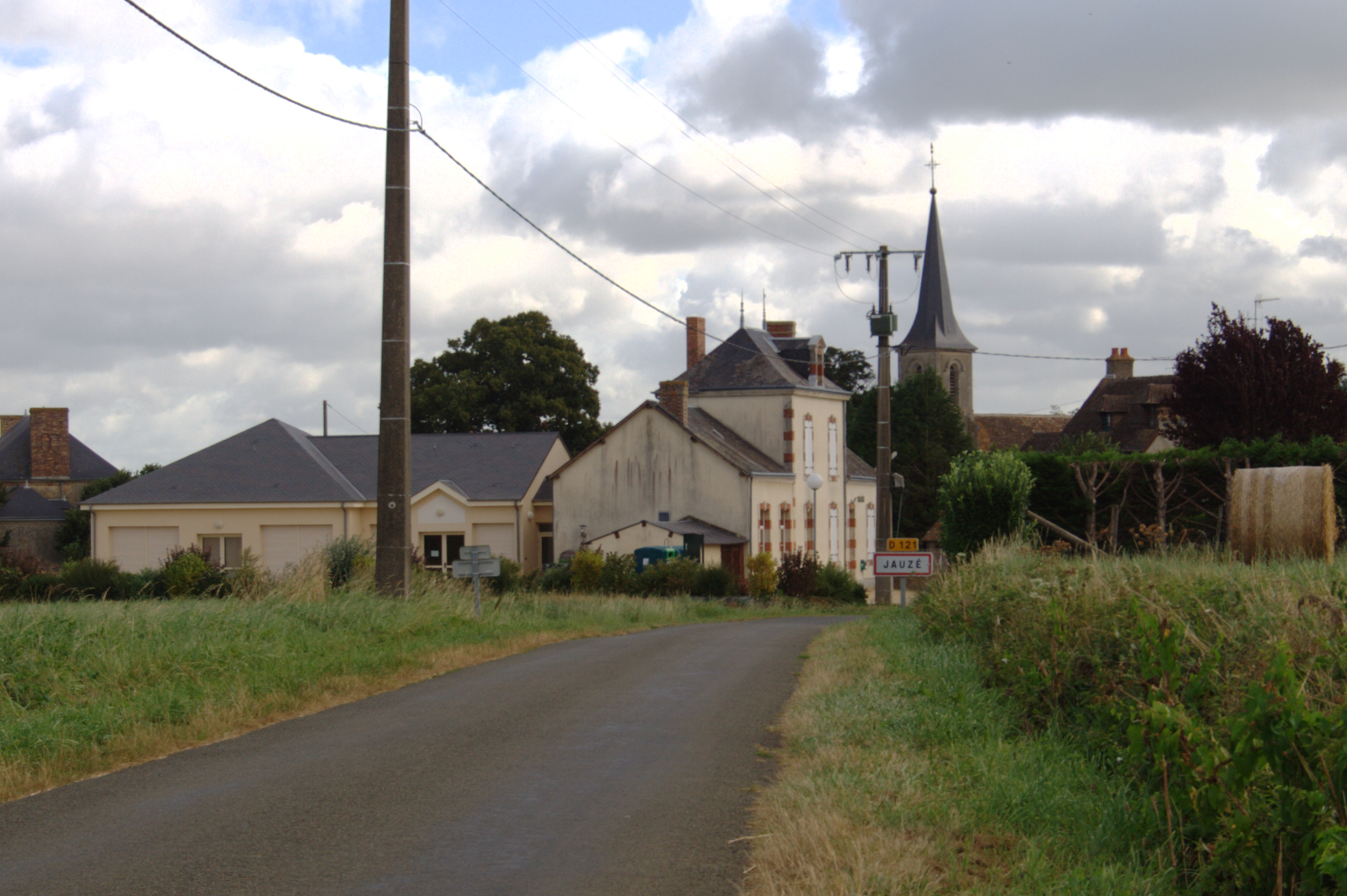
Ortsansicht